# Birgit Cramon Daiber
Birgit Cramon Daiber, née le 22 août 1944 à Ebingen, est une femme politique allemande.
Membre de l'Alliance 90 / Les Verts, elle siège au Parlement européen de 1989 à 1994.